# Шварц, Шандор
Шандор Шварц (венг. Schwartz Sándor, рум. Alexandru Schwartz; 18 января 1909, Тыргу-Муреш, Муреш — 1 января 1994) — румынский футболист, игравший на позиции нападающего, в частности, за клуб «Рипенсия», а также национальную сборную Румынии.
Четырёхкратный чемпион Румынии. Двукратный обладатель Кубка Румынии.

## Клубная карьера
Во взрослом футболе дебютировал в 1925 году выступлениями за клуб «Униря» (Алба-Юлия), в котором провёл один сезон.
С 1926 по 1930 год играл в составе клубов «Арад», АМЕФ (Арад) и «Сегед» .
Своей игрой привлёк внимание представителей тренерского штаба клуба «Рипенсия», к составу которого присоединился в 1930 году. Отыграл за тимишоарскую команду следующие девять сезонов своей игровой карьеры. За это время четыре раза выигрывал титул чемпиона Румынии, дважды становился обладателем Кубка Румынии.
Завершил профессиональную игровую карьеру в клубе «Минерул» (Лупени), за команду которого выступал в течение 1939—1940 годов. Всего сыграл 102 матча, забил 54 гола.

## Выступления за сборную
В 1932 году дебютировал в официальных матчах в составе национальной сборной Румынии. В течение карьеры в национальной команде, длившейся 6 лет, провёл в её форме 10 матчей, забив 8 голов .
Присутствовал в заявке сборной на чемпионате мира 1934 года в Италии, но на поле не выходил.
Умер 1 января 1994 года на 85-м году жизни.

## Титулы и достижения
- Чемпион Румынии (4):

«Рипенсия»: 1932/1933, 1934/1935, 1935/1936, 1937/1938
- Обладатель Кубка Румынии (2):

«Рипенсия»: 1933/1934, 1935/1936